# Adoración de los Reyes Magos (Velázquez)
Adoración de los Reyes Magos es una pintura al óleo sobre lienzo de Diego Velázquez fechada "1619" en una piedra al pie de la Virgen y conservada en el Museo del Prado desde su inauguración en 1819.

## Historia del cuadro
No se tiene noticia cierta de la procedencia de este cuadro pintado por Velázquez cuando tenía 20 años de edad, en 1619, aunque la última cifra es confusa y Beruete leyó 1617. Ainaud sugirió que podría haberse pintado para el noviciado jesuita de San Luis de los Franceses de Sevilla y así ha sido aceptado por buena parte de la crítica, alegando que el espino que aparece en el ángulo inferior derecho, alusivo a la Pasión de Cristo, podría hacer referencia a la reliquia de la corona de espinas que poseía el santo rey de Francia. Tras la expulsión de los jesuitas en 1767 el cuadro habría pasado a propiedad de Francisco Bruna en cuyo poder lo vio el viajero inglés Richard Twiss y en 1819 se incorporó al Museo del Prado, procedente de la colección real. 
Se ha pensado que el lienzo podría haber sido recortado por tres de sus lados, a la vista de una litografía de Cayetano Palmaroli de 1832 que presenta una composición más ancha y, a juicio de Enriqueta Harris y Jonathan Brown, más satisfactoria. Sin embargo, no existen indicios que permitan afirmar que el cuadro haya sido recortado tras su ingreso en el Museo y el estudio técnico efectuado por Carmen Garrido descarta que haya tenido otras dimensiones que las actuales, aunque el paisaje, de todos modos poco visible, podría haber sido originalmente algo más amplio. La litografía de Palmaroli, en fin, podría ser una recreación imaginaria de las partes supuestamente perdidas basada en esa creencia de que el cuadro había sido recortado a la izquierda con anterioridad. 

## Iconografía

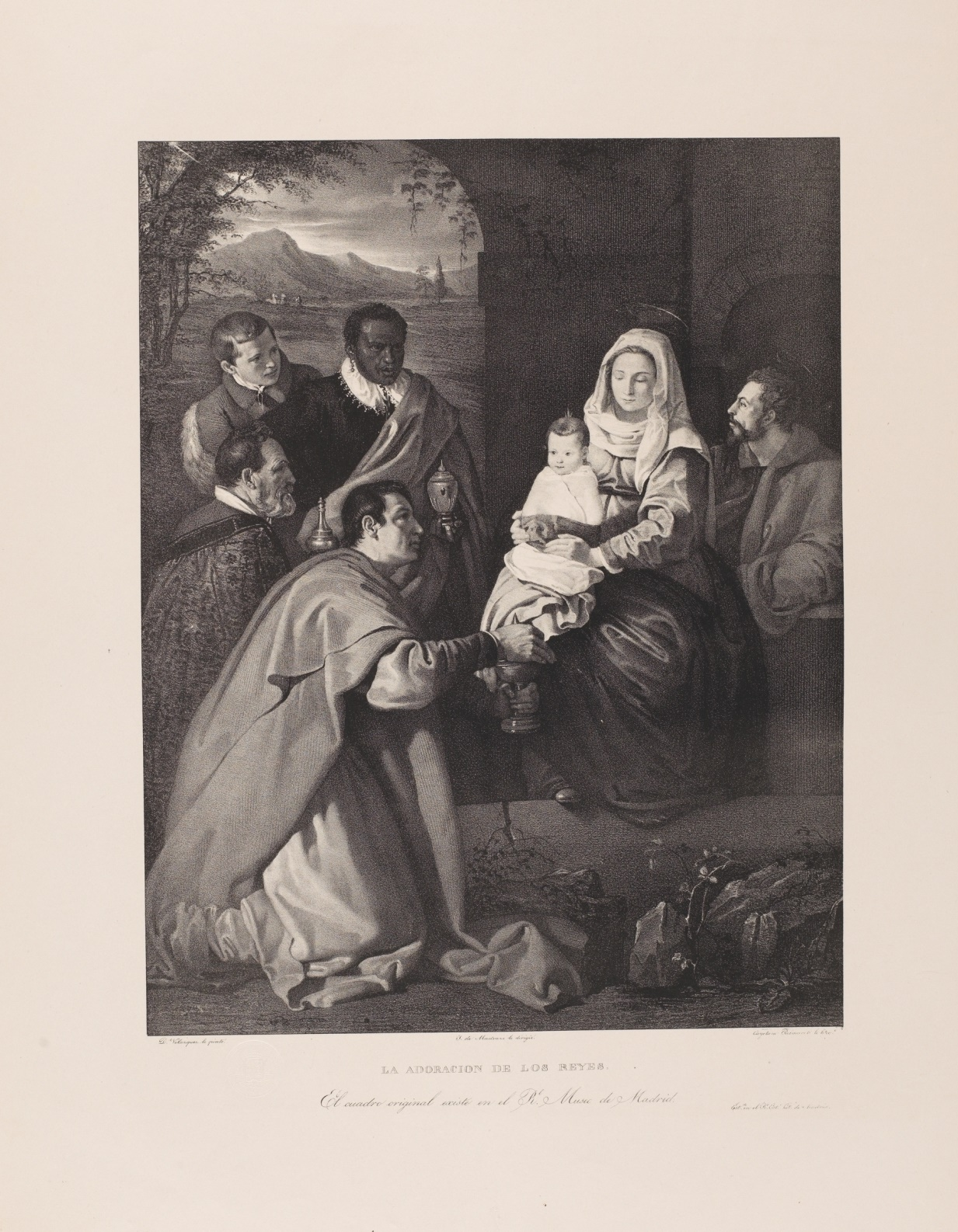
Cayetano Palmaroli, por pintura de Diego Velázquez: La Adoración de los Reyes. Litografía de 1832-1837 perteneciente a la Colección lithográphica de cuadros del rey de España el señor don Fernando VII. Gabinete de Dibujos, Estampas y Fotografías del Museo del Prado.

El cuadro representa la Adoración de los Reyes Magos según la tradición cristiana que concreta su número en tres y, a partir del siglo XV, imagina a Baltasar de raza negra, ofreciendo tres regalos al Niño Jesús: oro como rey, incienso como Dios y mirra como hombre, tras haber tenido noticia de su nacimiento gracias a la estrella de oriente. Con los tres magos, la Virgen y el Niño, Velázquez pinta a san José y a un paje, con los que llena prácticamente toda la superficie del lienzo y deja solo una pequeña abertura a un paisaje crepuscular en el ángulo superior izquierdo. La zarza al pie de María alude al contenido de su meditación, expresada en el rostro reconcentrado y sereno.
En los personajes representados se han buscado retratos de miembros de la familia del propio pintor, relacionando un autorretrato de Francisco Pacheco, maestro y suegro de Velázquez, con la cabeza del rey Melchor, el de barba blanca. Conforme a esas interpretaciones, la Virgen sería la esposa de Velázquez, Juana Pacheco, con la que había casado un año antes, el Niño Jesús sería la propia hija mayor del pintor, y este, o su hermano Juan, daría rostro a Gaspar. Tales identificaciones, sin embargo, en opinión de Julián Gállego y otros críticos, no están probadas. El propio Pacheco se sintió en la obligación de justificar en el Arte de la Pintura la inclusión de su autorretrato entre los cuerpos resucitados del Juicio Final que había pintado para el convento de Santa Isabel, conservado actualmente en el Museo de Castres, «pues es cierto hallarme presente este día», según decía, pero también «siguiendo el exemplo de algunos valientes pintores que, en ocasiones públicas, entre otras figuras pusieron la suya, y de sus amigos y deudos; y principalmente Ticiano, que se retrató en la gloria que pintó para el Rey Felipo II». No parece razonable que desaprovechase la oportunidad de señalar que también él, con toda su familia, habían sido retratados por el yerno en un cuadro de la Adoración de los Magos expuesto en público y en el que serían fácilmente reconocidos en Sevilla, de haber aprobado, y no es probable, una acción así. 
Sí podrían existir semejanzas entre el rey anciano y el que aparece en Tres hombres a la mesa; así como en el rostro de la Virgen, semejante al de la Inmaculada de Londres, aunque algo más idealizado aquí, sin que de ello se pueda desprender otra cosa que la utilización de estudios tomados del natural como práctica habitual de Velázquez.

## La técnica
Con arreglo a los estudios técnicos que indican que el cuadro conserva sus medidas originales, si acaso ligeramente recortadas por abajo, la sensación un poco agobiante que produce la recargada composición debió de ser deliberademente buscada por el pintor, quien habría querido crear con la proximidad de los cuerpos una impresión de intimidad acentuada por la iluminación nocturna que baña la escena, que parece invitar al recogimiento. 
En su ejecución es fácil advertir torpezas, propias del pintor principiante que era Velázquez en ese momento: la floja cabeza de San José, el cuerpo sin piernas del niño, embutido en pañales conforme a las indicaciones iconográficas de Pacheco, según indica Jonathan Brown, o las manos de la Virgen sobre las que ensayó su ingenio Carl Justi aseverando que «son lo bastante fuertes para manejar un arado y, en caso necesario, para coger al toro por los cuernos». Pero nada de ello empequeñece el sentido profundamente devoto de la composición en su aparente cotidianidad, conforme a los consejos ignacianos, y en la forma como la luz, despejando las sombras, se dirige al Niño, que ha de ser el centro de toda meditación, dándole volumen y forma.